# Russula rimosa
Russula rimosa är en svampart som beskrevs av Murrill 1945. Russula rimosa ingår i släktet kremlor och familjen kremlor och riskor.   Inga underarter finns listade i Catalogue of Life.